# 윤석현 (1969년)

윤석현(尹錫鉉, 1969년 9월 25일, 전라남도 화순군 ~ )은 대한민국의 정치인이다. 제6·7대 전라남도 화순군의원이었다.

## 학력
- 남원고등학교 졸업
- 조선대학교 토목공학 학사 졸업

## 경력
- 2008 화순군 군립어린이도서관 건립추진위원회 위원장
- 민주노동당 전남도당 당기위원장
- 민주노동당 전남도당 화순군 위원회 부위원장
- 민주노동당 전남도당 대의원
- 민주노동당 화순군 무상급식추진위원
- 2011.12 ~ 2014.12 통합진보당
- 2012.12 ~ 2014.06 제6대 전라남도 화순군의회 의원
- 2012.12 ~ 2014.06 제6대 전라남도 화순군의회 후반기 산업건설위원회 위원
- 2012.12 ~ 2014.06 제6대 전라남도 화순군의회 후반기 예산결산특별위원회 위원장
- 2014.07 ~ 2018.06 제7대 전라남도 화순군의회 의원
- 2014.07 ~ 2016.07 제7대 전라남도 화순군의회 전반기 총무위원회 위원
- 2014.07 ~ 2016.07 제7대 전라남도 화순군의회 전반기 의회운영위원회 위원
- 2014.07 ~ 2016.07 제7대 전라남도 화순군의회 전반기 산업건설위원회 위원
- 2014.07 ~ 2016.07 제7대 전라남도 화순군의회 전반기 예산결산특별위원회 위원
- 2016.03.09 민중연합당 입당
- 2016.07 ~ 2018.06 제7대 전라남도 화순군의회 후반기 의회운영위원회 위원
- 2016.07 ~ 2018.06 제7대 전라남도 화순군의회 후반기 총무위원회 위원장
- 2016.07 ~ 2018.06 제7대 전라남도 화순군의회 후반기 예산결산특별위원회 위원

## 역대 선거 결과
|  | 9.12% |

|  | 12.47% |

|  | 43.72% |

|  | 10.95% |

|  | 13.44% |